# کلاویرک-رد میلز (نیویورک)
کلاویرک-رد میلز (به انگلیسی: Claverack-Red Mills) یک منطقهٔ مسکونی در ایالات متحده آمریکا است که در شهرستان کلمبیا، نیویورک واقع شده‌است. کلاویرک-رد میلز ۷٫۷۶ کیلومتر مربع مساحت و ۹۱۳ نفر جمعیت دارد و ۶۲٫۴۸ متر بالاتر از سطح دریا واقع شده‌است.